# فیزیولوژی ورزشی (کتاب)
فیزیولوژی ورزشی کتابی از ویلیام مک آردل، فرانک کچ و ویکتور کچ با ترجمهٔ اصغر خالدان است که در سال ۱۳۸۸ منتشر و در مراسم کتاب سال جمهوری اسلامی ایران به‌عنوان کتاب برگزیده معرفی شد.